# Donna Cordner
Donna Cordner (født 1956) er en amerikansk erhvervsleder, bestyrelsesmedlem i Millicom International Cellular og bestyrelsesmedlem i Carlsberg.
Donna Cordner var tidligere administrerende direktør og Global Head of Telecommunications and Media Structured Finance hos Citigroup. Hun har desuden haft ledende stillinger hos Société Générale og ABN Amro Bank NV i USA og Europa, herunder som direktør for ABN's Global Telecommunications Client practice. Indtil juli 2005 var Donna Cordner Chief Executive Officer hos HOFKAM Limited, som er det største landdistriktsbaserede mikrofinansieringsselskab i Uganda, og hun rådgiver fortsat HOFKAM som konsulent. Donna Cordner blev udnævnt til Executive Vice President for Corporate Finance and Treasury for Tele2 AB i marts 2007 og var Market Area Director og Chief Executive Officer for Rusland fra marts 2008 til juli 2009. Hun har siden maj 2004 været eksternt bestyrelsesmedlem i Millicom International Cellular SA og medlem af Revisionsudvalget og CSR-udvalget og blev i marts 2012 valgt til medlem af Carlsbergs bestyrelse.